# Алтайский областной комитет КПСС
Го́рно-Алта́йский областно́й комите́т КПСС — центральный партийный орган, существовавший в Горно-Алтайской АО с 10 августа 1922 года по 6 ноября 1991 года.

## История

### Именование территории
- 1 июня 1922 года образована как Ойратская автономная область из части Алтайской губернии. 2 мая 1932 года переименована в Ойротскую автономную область (с сентября 1937 до декабря 1990 в составе Алтайского края). 7 января 1948 года переименована в Горно-Алтайскую автономную область. 25 октября 1990 года Горно-Алтайская АО провозгласила суверенитет и повышение статуса до АССР.

### Именование партийного комитета
- 10 августа 1922 года образован как Областной комитет РКП(б) Ойратской автономной области.
- 31 декабря 1925 переименован в Областной комитет ВКП(б) Ойратской автономной области.
- В 1932 году переименован в Областной комитет ВКП(б) Ойротской автономной области.
- В 1948 переименован в Областной комитет ВКП(б) Горно-Алтайской автономной области.
- 13 октября 1952 года переименован в Горно-Алтайский областной комитет КПСС.
- В 1990 или 1991 году преобразован в Горно-Алтайский республиканский комитет КП РСФСР (в составе КПСС).
- 23 августа 1991 года деятельность КП РСФСР приостановлена, а 6 ноября этого же года запрещена.

## Ответственные (первые) секретари обкома
- 16.10.1921 — 08.1922 — ответственный секретарь Папардэ, Леонид Андреевич (Мишке, Карл Рудольфович)
- 10.8.1922—9.1924 — ответственный секретарь Гордиенко, Пётр Яковлевич
- 9.1924—9.1928 — ответственный секретарь Папардэ, Леонид Андреевич (Мишке, Карл Рудольфович)
- 9.1928—17.3.1930 — ответственный секретарь Нелюбин, Анисим Парфёнович
- 17.36—5.1930 — ответственный секретарь Истомин Ф. В.
- 5.1930—11.1932 — ответственный секретарь Гордиенко, Пётр Яковлевич
- 12.1932—22.6.1936 — Хабаров, Павел Семёнович
- 22.6.1936—28.3.1937 — Новаковский, Марк Борисович
- 28.3.1937—12.2.1938 — Юфит, Самуил Наумович
- 12.2.1938—25.5.1938 — и. о. Антонов Фёдор Семёнович
- 29.5.1938—11.1943 — Антонов, Фёдор Семёнович
- 11.1943—29.11.1946 — Печёнов, Иван Петрович
- 29.11.1946—29.2.1948 — Сапего, Александр Игнатьевич
- 29.2.1948—2.10.1949 — Кыдрашев, Чёт Кыдрашевич
- 2.10.1949—9.3.1950 — Коломин, Иван Яковлевич
- 9 — .3.1950 — вакансия, и. о. 2-й секретарь Областного комитета ВКП(б) Горно-Алтайской автономной области
- 3.1950—3.1955 — Сорока, Николай Иванович
- 3.1955—1.1960 — Киселёв, Николай Михайлович
- 1.1960—6.5.1964 — Дорохов, Роман Александрович
- 6.5—7.1954 — вакансия, и. о. 2-й секретарь Горно-Алтайского областного комитета КПСС
- 7.1964—6.10.1978 — Лазебный, Николай Семёнович
- 6.10.1978—21.5.1988 — Знаменский, Юрий Степанович
- 21.5—6.10.1988 — Нартов, Дмитрий Егорович
- 6.10—5.11.1988 — вакансия, и. о. 2-й секретарь Горно-Алтайского областного комитета КПСС
- 5.11.1988—9.3.1990 — Гусев, Владимир Васильевич
- 9.3—4.1990 — и. о. 2-й секретарь Горно-Алтайского областного комитета КПСС
- 28.4.1990—23.8.1991 — Чаптынов, Валерий Иванович